# 班頓島

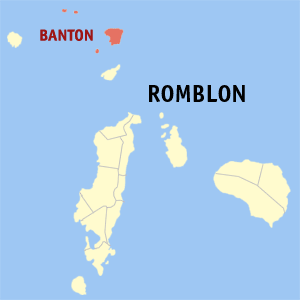

班頓島是菲律賓的島嶼，由朗布隆省負責管轄，面積約28.2平方公里，主要經濟活動有種植椰子核、漁業、畜牧業和造船業，島上一些洞穴有古老居民骸骨。
12°56′N 122°04′E / 12.933°N 122.067°E